# 安島浩
安島 浩（あじま ひろし、1960年 - ）は、日本の経営者。株式会社マルト代表取締役社長、株式会社マルトグループホールディングス代表取締役社長、一般社団法人全国スーパーマーケット協会常任理事、公益社団法人日本電信電話ユーザー協会いわき地区協会副会長、元いわき経済同友会代表幹事。

## 人物・経歴
1960年福島県いわき市生まれ。千葉商科大学商経学部卒業。1982年株式会社マルト入社。2001年代表取締役社長就任。2015年いわき経済同友会代表幹事就任。